# Crash Bandicoot 4: It's About Time
Crash Bandicoot 4: It's About Time is een platformspel, uitgekomen op 2 oktober 2020. Het spel werd ontwikkeld door Toys For Bob, en werd uitgegeven door Activision. Het spel vindt chronologisch plaats na Crash Bandicoot 3: Warped.

## Spel

### Gameplay
It's About Time geeft spelers de controle over vijf speelbare personages, die verschillende levels moeten doorlopen. Elk level heeft hetzelfde doel: van punt A naar punt B komen, net zoals de originele trilogie. Elk level zit gevuld met vijanden, kratten, Wumpa-fruit en nog meer gevaren, waardoor de speler riskeert dood te gaan. Het spel biedt twee verschillende spelmodi: de Retro-modus, die zich richt op het gebruik van beperkte levens, net zoals in de originele trilogie. Hierbij moeten spelers extra zoeken tijdens levels en dwingt een level opnieuw te starten als ze opraken; en de moderne modus, met onbeperkte levens. De hoofdverhaallevels speelt men met Crash en Coco, die beide identieke bewegingen gebruiken, zoals draaien en glijden. Er zijn ook nieuwe bewegingen in de serie, zoals rennen tegen de muur. De personages worden verder geholpen door speciale maskers, die elk tijdens het verhaal worden gered en die hun krachten gaan gebruiken om Crash en Coco te helpen.
Andere tijdlijnen in het verhaal richten zich op een van de drie andere speelbare personages: Doctor Neo Cortex, Dingodile en Tawna. Elk personage heeft zijn eigen unieke speelstijl. 
- Cortex maakt gebruik van een lichtpistool die niet alleen kan worden gebruikt om aan te vallen, maar die ook kan worden gebruikt om vijanden te transformeren in platforms, samen met een voorwaartse sprint.
- Dingodile maakt voornamelijk gebruik van een vacuümpistool, waarmee vijanden en objecten kunnen worden opgezogen en afgevuurd.
- Tawna, met behoud van enkele bewegingen die door Crash en Coco worden gebruikt, maakt Tawna gebruik van een grijphaak om objecten van grote afstanden te raken.

Levels bevatten een aantal edelstenen die kunnen worden verzameld. Naast het vernietigen van alle kratten in een level, kunnen edelstenen worden gevonden die verborgen zijn, en ook door het verzamelen van drie steeds belangrijkere hoeveelheden wumpa-fruit tijdens een playthrough. Door edelstenen te verzamelen, ontgrendel je outfits voor Crash en Coco, waar spelers op elk moment tijdens het spel naar kunnen veranderen.

### Levels
| Dimensie             | Personage             | Level                       | Kisten |
| -------------------- | --------------------- | --------------------------- | ------ |
| N. Sanity Island     | Crash/Coco            | Rude Awakening              | 104    |
| N. Sanity Island     | Crash/Coco            | N. Sanity Peak              | 86     |
| The Hazardous Wastes | Crash/Coco            | A Real Grind                | 153    |
| The Hazardous Wastes | Crash/Coco            | Crash Compactor             | 136    |
| The Hazardous Wastes | Crash/Coco            | Hit the Road                | 168    |
| The Hazardous Wastes | Tawna, Crash/Coco     | Truck Stopped               | 193    |
| The Hazardous Wastes | Crash/Coco            | Stage Dive (N. Gin)         | N/A    |
| Salty Wharf          | Crash/Coco            | Booty Calls                 | 173    |
| Salty Wharf          | Dingodile, Crash/Coco | Thar He Blows!              | 283    |
| Salty Wharf          | Tawna                 | Hook, Line, and Sinker      | 100    |
| Salty Wharf          | Crash/Coco            | Jetboard Jetty              | 196    |
| Tranquility Falls    | Crash/Coco            | Give It a Spin              | 212    |
| Tranquility Falls    | Tawna, Crash/Coco     | Potion Commotion            | 175    |
| Tranquility Falls    | Crash/Coco            | Draggin' On                 | 139    |
| Tranquility Falls    | Crash/Coco            | Off-Balance                 | 187    |
| Tranquility Falls    | Crash/Coco            | Trouble Brewing (N. Brio)   | N/A    |
| Mosquito Marsh       | Crash/Coco            | Off Beat                    | 215    |
| Mosquito Marsh       | Dingodile             | Home Cookin'                | 398    |
| Mosquito Marsh       | Crash/Coco            | Run It Bayou                | 272    |
| Mosquito Marsh       | Dingodile, Crash/Coco | No Dillo Dallying           | 502    |
| The 11th Dimension   | Crash/Coco            | Snow Way Out                | 153    |
| The 11th Dimension   | Cortex, Crash/Coco    | Ship Happens                | 176    |
| The 11th Dimension   | Crash/Coco            | Stay Frosty                 | 137    |
| The 11th Dimension   | Crash/Coco            | Bears Repeating             | 227    |
| The 11th Dimension   | Tawna, Crash/Coco     | Building Bridges            | 228    |
| The 11th Dimension   | Crash/Coco            | 4th Time's a Charm (Cortex) | N/A    |
| Eggipus Dimension    | Crash/Coco            | Blast to the Past           | 110    |
| Eggipus Dimension    | Cortex                | Fossil Fueled               | 101    |
| Eggipus Dimension    | Crash/Coco            | Dino Dash                   | 159    |
| Eggipus Dimension    | Dingodile, Crash/Coco | Rock Blocked                | 317    |
| Bermugula's Orbit    | Crash/Coco            | Out for Launch              | 189    |
| Bermugula's Orbit    | Cortex, Crash/Coco    | Shipping Error              | 230    |
| Bermugula's Orbit    | Crash/Coco            | Stowing Away                | 152    |
| Bermugula's Orbit    | Crash/Coco            | Crash Landed                | 234    |
| Bermugula's Orbit    | Crash/Coco            | A Hole in Space (N. Tropy)  | N/A    |
| The Sn@xx Dimension  | Crash/Coco            | Food Run                    | 171    |
| The Sn@xx Dimension  | Dingodile, Tawna      | Rush Hour                   | 441    |
| The Sn@xx Dimension  | Cortex, Crash/Coco    | The Crate Escape            | 112    |
| Cortex Island        | Crash/Coco            | Nitro Processing            | 135    |
| Cortex Island        | Crash/Coco            | Toxic Tunnels               | 273    |
| Cortex Island        | Crash/Coco            | Cortex Castle               | 170    |
| Cortex Island        | Cortex, Crash/Coco    | Seeing Double               | 129    |
| Cortex Island        | Crash/Coco            | The Past Unmasked (Cortex)  | N/A    |

## Verhaal
Na hun nederlaag door Crash Bandicoot in het spel Warped, worden Doctor Neo Cortex en Doctor Nefarious Tropy geconfronteerd met de woedende woede van Uka Uka, een kwaadaardig masker. Terwijl hij hen uitscheldt voor hun falen en voor hun recente plan om hen in het verleden op te sluiten, kijkt het paar toe terwijl zijn uitbarstingen ervoor zorgen dat hij per ongeluk een schokgolf van energie ontketent die een gat in de ruimte en tijd opent. Terwijl Uka Uka hierdoor flauwvalt, ontdekt N.Tropy dat het gat hun universum verbindt met het multiversum, waardoor Cortex besluit dat ze dit gebruiken om hun dimensie en alle andere dimensies te veroveren. Aku Aku, de tweelingbroer van Uka Uka, voelt de verstoring in ruimte en tijd en realiseert zich snel wat er is gebeurd. Hij schakelt Crash en zijn zus Coco in om zich door het multiversum te gaan en de chaos te bestrijden die Cortex heeft gecreëert, om de Quantum Masks te vinden, vier maskers die grote macht hebben over ruimte en tijd. Ze zijn nodig om de orde te herstellen. 
Tijdens hun avonturen komen ze snel een parallelle versie van Tawna tegen, de oude vriendin van Crash, die haar hulp aanbiedt terwijl ze een eigen avontuur aangaat. Tegelijkertijd komt Dingodile in beeld, die onlangs met pensioen is gegaan om zijn eigen restaurant te runnen. Hij wordt verstrikt in de chaos wanneer zijn bedrijf wordt platgebrand en hij door een ruimtelijke verstoring het multiversum in wordt gezogen. Hoewel Dingodile in eerste instantie geen interactie heeft met het avontuur van Crash, helpen zijn acties Crash en Coco onbedoeld op verschillende punten in ruimte en tijd. Crash en Coco vinden nog twee Quantum Masks, genaamd Akano en Kupuna-Wa, en verslaan N. Gin en N. Brio. Nadat hij Cortex onder ogen heeft gezien en verslagen heeft, verraadt N. Tropy hem en onthult dat hij en zijn nieuwe partner (later bleek dat het een vrouwelijke versie is van N. Tropy uit Tawna's universum) het multiversum opnieuw gaan maken en vervolgens Cortex, Crash, Coco en de maskers wissen van het bestaan. Een woedende Cortex stemt ermee in om samen te werken met de bandicoots en de drie redden de laatste Quantum Mask, Ika-Ika, en ontmoeten uiteindelijk Dingodile en Tawna. Samen vinden en verslaan ze het team van de twee N. Tropies, en de Quantum Masks vernietigen de Rift Generator en verzegelen alle ruimte -en tijd verstoringen.
Echter, na het maken van een feestelijke reis naar een futuristische stad, verraadt Cortex de groep en steelt Kupuna-Wa, met behulp van haar om terug te reizen in de tijd naar 1996, vóór de gebeurtenissen van zijn eerste poging naar wereldheerschappij, in een poging om de creatie van Crash te voorkomen. Uiteindelijk slaagt hij er niet in zowel zijn vroegere zelf te overtuigen om het experiment te verlaten als de huidige Crash, Coco en Aku Aku, die hem vanuit de toekomst volgden, te doden. Terwijl de Quantum Masks hem naar het einde van het universum verbannen, gaat de vroegere Cortex verder met het experiment en bereidt hij zich voor om de eerdere crash te hersenspoelen met de Cortex Vortex; de huidige crash vernietigt per ongeluk de krachtbron van de Vortex, waardoor deze defect raakt en zijn vroegere zelf verwerpt, waardoor zijn eigen creatie wordt verzekerd. Dingodile herbouwt en heropent zijn restaurant, Cortex ontspant op een strand en geniet van de rust en stilte, en Crash, Coco, Tawna, Aku Aku en de Quantum Masks spelen videogames in hun huis op N. Sanity Island. Na een epiloog, waarin het lot en de verblijfplaats van de personages in de game wordt beschreven, wordt Cortex's ontspanning onderbroken door de plotselinge verschijning van Uka Uka.

## Cast
| Acteur                 | Rol                      |
| ---------------------- | ------------------------ |
| Scott Whyte            | Crash Bandicoot          |
| Eden Riegel            | Coco Bandicoot           |
| Ursula Taherian        | Tawna Bandicoot          |
| Greg Eagles            | Aku Aku                  |
| Lex Lang               | Doctor Neo Cortex        |
| Roger Craig Smith      | Dr. N. Brio              |
| JP Karliak             | Dr. N. Tropy             |
| Corey Burton           | Dr. N. Gin, Nitros Oxide |
| Fred Tatasciore        | Dingodile, Akano         |
| Richard Steven Horvitz | Lani-Loli                |
| Cherise Boothe         | Kupuna-Wa                |
| Yuri Lowenthal         | Meerdere Rollen          |